# فیبه نوواکویچ
فیبه نوواکویچ (به انگلیسی: Phebe Novakovic) (زاده ۱۹۵۷) کارآفرین و مدیر ارشد اجرایی آمریکایی است، که اکنون به‌عنوان مدیر عامل اجرایی و رییس هیئت مدیره شرکت جنرال داینامیکس فعالیت می‌کند.
وی از کارمندان پیشین سازمان سیا می‌باشد، همچنین در فاصله سال‌های ۱۹۹۷ تا ۲۰۰۱ نیز در وزارت دفاع ایالات متحده آمریکا فعالیت می‌نمود.